# Olivier Touzane
Olivier Touzane (sinh 27 tháng 8 năm 1973) là một kiện tướng cờ vua người Pháp. Ông từng tham dự Giải vô địch cờ vua thế giới FIDE 2002, thắng một ván trước hạt giống số 1 Anand ở vòng đầu tiên.

## Sự nghiệp
Touzane giành được danh hiệu kiện tướng FIDE năm 1994 và kiện tướng quốc tế năm 1995.

### Giải vô địch thế giới FIDE 2002
Vốn không phải là một kỳ thủ mạnh, Touzane không có nhiều cơ hội để tham dự một giải vô địch thế giới. Tuy nhiên năm 2002 Liên đoàn cờ vua thế giới đã dành 8 suất cho các kỳ thủ qua một giải đấu trực tuyến. Touzane về nhì giải đấu đó và giành được một vé tham dự Giải vô địch thế giới.
Do Elo thấp nhất giải, ông được xếp gặp hạt giống số 1 giải đó là Anand. Ở ván đấu đầu tiên Touzane đã tạo nên bất ngờ khi cầm đen thắng đối thủ. Tuy nhiên Anand gỡ hòa ở ván thứ hai. Trong hai ván cờ nhanh Touzane thua một hòa một và bị loại với tổng tỉ số 1,5–2,5.